# أندرو وايت (مؤلف)
أندرو وايت (بالإنجليزية: Andrew White) (و. 1579 – 1656 م) هو مؤلف، وكاتب من مملكة إنجلترا، ولد في لندن، توفي في هامبشاير، عن عمر يناهز 77 عاماً.